# ایلک خان
احمدنصر ملقب به شمس الدوله نصر بن علی (۹۹۹ تا ۱۰۱۲) فرمانروای قراخانیان و گشاینده فرارود بود. گشایش فرارود از سوی قراخانیان با نام فرمانروای قراخانی نصر بن علی پیوند خورده است؛ کسی که هرگز خان نبود ولی بعداً ایلک شد.
در سال ۹۹۶ قراخانیان به سوی باختر به‌راه افتادند ولی با میانجی‌گری سبک‌تگین، بنیادگذار دودمان غزنوی، پیمان آشتی با سامانیان بسته شد که بر پایه آن، استپ کاتوان در شمال ‌خاوری سمرقند مرز میان دو دودمان شد. نصر بن علی گویا نقش پررنگی درگشایش چاچ داشت. به فرجام رساندن گشایش فرارود نیز کار او بوده است.

## تبارنامه
پدر: علی بن موسی بیتاش
پدربزرگ: موسی بیتاش (ناموَر به بیتاش خان یا موسی بن سلیمان)
نیا (پدرِ پدربزرگ): سلیمان ارسلان خان
پدرِ نیا (جدّ اعلی): عبدالکریم ستوق بغرا خان (نخستن خاقان مسلمان قراخانی)

## منبع
فرهنگ دهخدا - سرواژهٔ ایلک‌خان